# Chùa Đại Giác
Chùa Đại Giác (大覺寺) còn gọi là Đại Giác cổ tự, chùa Phật lớn hay chùa Tượng; xưa thuộc thôn Bình Hoành, xã Hiệp Hòa, tổng Trấn Biên; nay là khu phố Nhị Hòa, phường Hiệp Hòa, thành phố Biên Hòa, tỉnh Đồng Nai, Việt Nam.

## Lịch sử

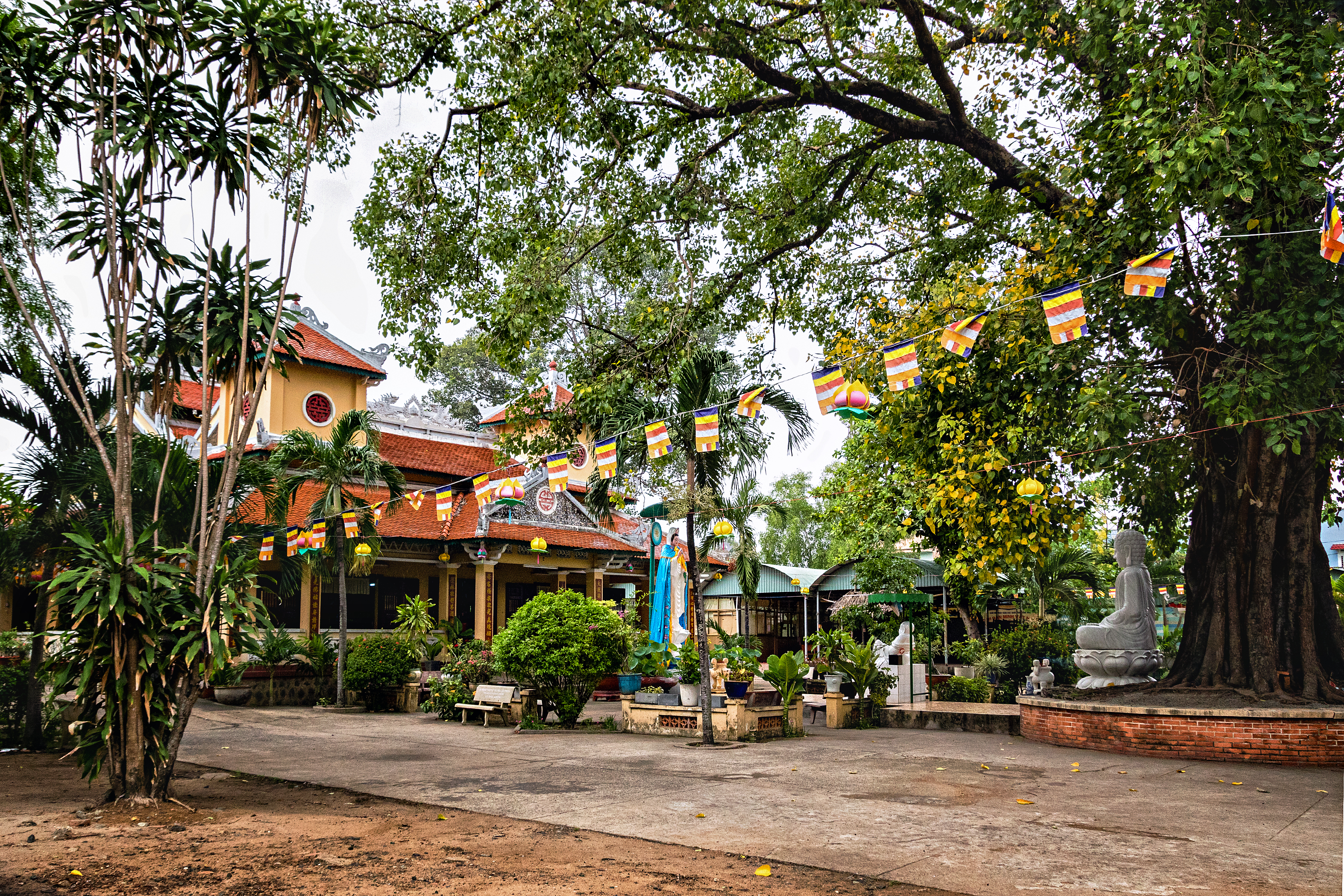
Chùa Đại Giác ngày nay

Theo tài liệu còn lưu tại Giáo hội Phật giáo Thành phố Biên Hòa, thì vào giữa thế kỷ 17 có ba nhà sư thuộc phái Lâm Tế tông, từ miền Trung đến Đồng Nai hoằng hóa đạo Phật.
Nhà sư Thành Nhạc cùng một số phật tử đến vùng đất ven sông Đồng Nai (nay là xã Bửu Hòa, TP. Biên Hòa) dựng lên chùa Long Thiền (1664); nhà sư Thành Trí theo đoàn di dân làm nghề khai thác đá lên vùng núi Bửu Long cùng người Hoa ở đây dựng lên Chùa Bửu Phong (1679), nhà sư Thành Đẳng, cùng một số người chèo ghe, thuyền đến Cù lao Phố (nay là phường Hiệp Hòa, TP. Biên Hòa) khẩn hoang và dựng lên chùa Đại Giác (1665).
Buổi đầu, chùa có kích thước nhỏ hẹp, được tạo dựng bằng cột gỗ, vách ván, và lợp ngói âm dương. Thời Thiền sư Tổ Ấn-Mật Hoằng trụ trì, Nguyễn Thị Ngọc Anh, là công chúa thứ ba của chúa Nguyễn Phúc Ánh có đến trú tại chùa một thời gian.
Năm Gia Long (Nguyễn Phúc Ánh) nguyên niên (1802), nhớ ơn, nhà vua sai quan trấn Trấn Biên cho binh thợ đến xây cất, đem tượng binh đến chở đất và dậm nền chùa (nên sau này người dân còn gọi là chùa Tượng). Ngoài ra, nhà vua còn dâng cúng một pho tượng Phật A-di-đà bằng gỗ mít cao 2,25 m. Vì thế nên chùa còn có tên là chùa Phật Lớn (hiện pho tượng vẫn còn được thờ tại chùa). Năm Gia Long thứ 13 (1814), vua cho mời Thiền sư Tổ Ấn - Mật Hoằng ra làm Tăng cang chùa Thiên Mụ ở Huế.
Tháng 10 năm Minh Mạng nguyên niên (1820), nhà vua lại cho tu sửa chùa Đại Giác. Khi ấy công chúa Nguyễn Thị Ngọc Anh đã trở lại Huế, cũng gửi vào cúng một bức hoành phi lớn khắc ba chữ "Đại Giác Tự" thiếp vàng, bên mặt có khắc: "Tiền Triều Hoàng nữ đệ tam công chúa Nguyễn Thị Ngọc Anh" (hiện vẫn còn treo ở phía trước chánh điện).
Năm Nhâm Thìn (1952), do lũ lụt, chùa bị hư hại nghiêm trọng. Năm 1959, được sự đóng góp của nhân dân trong vùng, Trụ trì chùa là Hòa thượng Thiện Hỷ (1921 - 1979), đã cho xây cất lại toàn bộ ngôi thờ bằng vật liệu hiện đại: tường gạch, cột bê tông cốt thép, có lầu chuông, lầu trống, đến ngày 12 tháng 8 năm 1961 mới khánh thành.
Năm 1967, tu sửa lại nhà Hậu Tổ. Năm 1969, cư sĩ Lê Văn Lộ xây thêm hàng rào chùa bằng gạch...

## Kiến trúc
Chùa Đại Giác có diện tích khoảng 3.000 m2 với hai cổng xây bằng gạch ra vào, xung quanh có tường rào bao bọc. Sau nhiều lần trùng tu, hiện nay chùa cất theo lối chữ tam (三) với ba dãy nhà ngang nối liền nhau.
Mặt tiền chùa quay theo hướng Tây Bắc nhìn ra sông Đồng Nai. Giữa sân trước chùa là một cây bồ đề lớn, do Hòa thượng Đinh Tông trồng vào ngày rằm tháng 11 năm Kỷ Mão (1939) và pho tượng Phật Quan âm Nam Hải đứng trên tòa sen. Bên tả và phía sau là khu vườn rộng trồng cây trái, bên hữu là khu bảo tháp với nhiều mộ tháp của các vị trụ trì viên tịch.
Tuy bên ngoài, mái hiên chùa thấp và có lối kiến trúc hiện đại, nhưng bên trong chùa, vẫn còn theo kiểu mẫu của các chùa xưa ở vùng Đồng Nai, với các cột tròn và cao vút, tạo không gian thoáng đãng.
Chùa gồm chánh điện, nhà khách, phòng chư tăng, trai đường và nhà bếp.

## Thờ phụng
Chánh điện là căn nhà ba gian rộng lớn, dùng để thờ. Gian giữa: ở trên cao là đức tượng Phật A-di-đà bằng gỗ cao 2,25 m, phía dưới là tượng Phật Thích-ca Mâu-ni và Phật Di-lặc. Phía gần cửa ra vào là giàn đèn Phật Dược Sư gồm 49 cây đèn dầu nhỏ với 49 tượng Phật bằng gỗ nhỏ, chân giàn đèn chạm trổ rất mỹ thuật. Gian bên trái là khánh thờ tổ sư Bồ-đề-đạt-ma. Gian bên phải là khánh thờ Quan thánh đế quân. Hai bên vách, mỗi bên thờ năm vị Diêm vương và hai Phán quan.
Phía sau chánh điện là bàn thờ các tổ sư từng hoằng hóa ở chùa, gồm nhiều long vị của các Thiền sư phái Lâm Tế, trong đó có long vị của chư tổ xưa nhất các là Thiền sư: Thành Đẳng (phái lâm tế đời 34), Phật Ý-Linh Nhạc, Giác Liễu-Thiệt Truyền (đời 35), Tổ Ấn-Mật Hoằng (đời 36)...
Nối liền với chánh điện là nhà khách, có thờ phật Chuẩn Đề, Linh Sơn thánh mẫu...

## Giá trị
Chùa Đại Giác cùng với chùa Bửu Phong và chùa Long Thiền là ba công trình kiến trúc tôn giáo Việt, được khởi dựng sớm nhất ở Đồng Nai và là chứng tích cho bước đường Nam tiến ở nửa đầu thế kỷ 17 của ba nhà sư thuộc dòng Lâm Tế ở Đàng Trong. Ngoài giá trị này, ở chùa Đại Giác còn có các tượng Phật, hoành phi, liễn đối, phù điêu...mang nhiều đề tài phong phú, được chạm khắc công phu, sơn son thiếp vàng. Tất cả đã thể hiện tài năng nhân chạm khắc của người tạo tác và phản ánh được ít nhiều nền mỹ thuật truyền thống vùng Đông Nam Bộ. 
Vì những giá trị vừa kể, chùa Đại Giác đã được xếp hạng là Di tích lịch sử và nghệ thuật cấp quốc gia theo quyết định số 993/QĐ, ký ngày 28 tháng 9 năm 1990.

## Giai thoại
Bài chính: Thiệt Thành Liễu Đạt
Di tích chùa Đại Giác còn gắn với một câu chuyện tình cảm giữa một Thiền sư và một Công chúa nhà Nguyễn. Lược kể theo sách Thiền sư Việt Nam:
Thiền sư Thiệt Thành Liễu Đạt không rõ năm sinh, là nhà sư đầu tiên ở miền Nam được phong Quốc sư. Với kiến thức Phật học uyên bác ông được vời về Huế để giảng kinh cho hoàng tộc. Tại kinh đô, Thái trưởng công chúa Long Thành, chị ruột chúa Nguyễn Phúc Ánh và là bác ruột của vua Minh Mạng, trong những ngày theo học đạo, đã thầm yêu nhà sư. Năm 1821, Hoà thượng Phật Ý-Linh Nhạc viên tịch, sư trở về chùa Từ Ân (Gia Định) chịu tang sư phụ rồi ở lại luôn. 
Những tưởng tránh được nghiệp duyên, nào ngờ vị Hoàng cô trên tìm đến tận nơi. Thiền sư Thiệt Thành Liễu Đạt quyết định nhập thất hai năm ở chùa Đại Giác để không gặp mặt. Nhưng vì Hoàng cô cứ nài nỉ xin được nắm tay ông trước khi trở về Huế, và bà đã toại nguyện. Đêm ấy, nhà sư tự thiêu sau khi ghi lại bài kệ trên vách để bày tỏ tấm lòng của mình. Mấy ngày sau, Hoàng cô cũng uống độc dược quyên sinh tại chùa Đại Giác vào ngày mùng 2 tháng 11 năm Quý Mùi (1823)..